# Seznam historických názvů sídel v Česku
Tento seznam obsahuje historické názvy sídel v Česku a je řazený podle současných názvů. Seznam čerpá z jednotlivých dílů publikace "Gemeindelexikon der im Reichsrate vertretenen Königreiche und Länder", vydaných ve Vídni roku 1906 a  jednotlivých dílů publikace "Statistický lexikon obcí v republice Československé". Nutno podotknout, že většina zde uváděných historických názvů byla direktivně nahrazována již od roku 1919 rozhodnutím „Stálé komise pro ustanovení úředních názvů v republice Československé“ a následně přijatý zákon ze dne 14. dubna 1920 č. 266/1920 Sb. z. a n. tyto změny kodifikoval.

## Morava
- Bradlné: Bradleny (nyní součást obce Rozhraní)
- Brněnské Ivanovice: Ivanovice / Vejvanovice
- Brno-Bohunice: Bohonice
- Brno-Ivanovice: Evanovice
- Brno-Kníničky: Kyničky / Kynice Malé
- Býkovice: Bejkovice
- Boleradice: Polehradice
- Bratčice: Bračice
- Dvorska: Marxov / Dvorská
- Hustopeče: Hustopeč
- Kamenná Horka: Kamenná Hora (oficiální název tehdejší obce, tvořené osadou v k. ú. Moravská Kamenná Horka)
- Kladoruby: Kraderoby
- Kněževes (okres Blansko): Knězoves
- Kněževes (okres Žďár nad Sázavou): Kněžoves
- Kněževísko: Knězovisko
- Knínice: Knihnice
- Krasová: Rogendorf
- Kuničky: Kůničky
- Kupařovice: Kopařovice
- Křtěnov: Kčenov
- Ledce: Ledec
- Ludíkov: Ludikov
- Mladkov: Mlatkov
- Nýrov: Nejrov
- Obce: Ubce (nyní součást obce Ochoz u Brna)
- Ořechov: Vořechov
- Rovečné: Rovečín
- Rozhraní: Rozhrání
- Silůvky: Silůvka
- Sychotín: Sichotín
- Štěchov: Sčechov
- Tetčice: Tečice
- Třebětín: Střebětín
- Unkovice: Hunkovice
- Velké Hostěrádky: Hostěhrádky Velké (samotné k. ú. však neslo název Hostěhrádky)
- Vilémov: Vilimov (nyní součást obce Rozhraní)
- Vilémovice: Vilimovice
- Vratíkov: Vratikov
- Závist: Závisť
- Žatčany: Začany
- Žďárná: Žďárna